# Иттацу-рю
Иттацу-рю (яп. 一達流) — традиционная школа ходзёдзюцу, классическое японское боевое искусство (корю), основанное XVII веке мастером по имени Мацудзаки Кинуэмон Цунэкацу. На сегодняшний день традиции стиля Иттацу-рю включены в состав школы Синто Мусо-рю.

## История
Ходзёдзюцу (или навадзюцу) является традиционным японским боевым искусством удерживания человека при помощи шнура или верёвки, которое использовалось, в частности, различными полицейскими структурами периода Эдо.
Стиль Иттацу-рю Ходзёдзюцу был создан в конце XVII века 3-м сокэ школы Синто Мусо-рю Мацудзаки Кинумоном Сигэкацу, основателем Иккаку-рю. Он передавался по линии Синто Мусо-рю, развившись в «канатное искусство». Верёвка, используемая в Иттацу-рю, 5 метров в длину и около 3,5 миллиметров в диаметре.
Несмотря на то, что на сегодняшний день верёвку для связывания заменили наручники, в Токио существует современная версия ходзёдзюцу. Эта система была создана на основе традиций Иттацу-рю, и обучал ей сиханкэ Синто Мусо-рю Симудзу Такадзи (яп. 清水隆次, 1896—1978), выполнявший обязанность инструктора полицейских сил в середине XX века.

## Техника
В социальной системе эпохи Токугава большое внимание уделялось обхождению с человеком в соответствии с его классовой принадлежностью. Каждая ката Иттацу-рю разработана и адаптирована для задержания людей различного социального положения. Все действия над священниками, самураями, женщинами и так далее соответствовали их положению в классовой иерархии, при этом не унижая достоинства человека.
Техники ходзё в основном преподаются только продвинутым ученикам, которые достигли высокого уровня мастерства в Синто Мусо-рю при прочном усвоении дзёдо, хотя определённых норм на этот счет не существует и различные организации могут иметь свои требования.
Современная система Иттацу-рю включает в себя 25 ката, разделённых на 3 различных уровня: Гэ, Тю и Дзё.
Гэ включается в себя:
1. Итимондзи хая нава;
2. Хагаи цукэ хая нава;
3. Хитоэ хиси нава;
4. Син хагаи цукэ нава;
5. Я хадзу нава;
6. Суми Тигаи нава;
7. Син томбо нава;
8. Хаппо карами нава;
9. Ягура хиси нава.

Тю включается в себя:
1. Хиси хая нава;
2. Хиси нава;
3. Дзюмондзи нава;
4. Бадзё багаи цукэ нава;
5. Томбо нава;
6. Син футаэ хиси нава;
7. Син кико нава;
8. Ягура хиси нава.

Дзё включается в себя:
1. Дзюмондзи хая нава;
2. Дзюмондзи нава;
3. Футаэ хиси нава;
4. Кико нава;
5. Агэ маки нава;
6. Син хагаи цукэ нава;
7. Мунавари хитоэ хиси нава;
8. Кирии нава.